# ويب كيت
ويب كيت (بالإنجليزية: WebKit)‏ هو محرك تصميم صمم ليتيح لمتصفحات الوب لتصيير صفحات الوب.
وِب‌كِت هي بِنية تطبيقات مفتوحة المصدر تُوفّر أساسا لبناء خدمات الوِب. وب‌كت (ومكوناتها) صغيرة وسريعة، ذات كود مصدري نظيف، وتتوافق مع آخر معايير محتوى وب. وب‌كت في الأصل مشتقة من مُكتبة كيه إتش تي إم إل البرمجية الخاصة بالمتصفح كونكيورر، والتي قامت أبل ونوكيا وجوجل مع آخرين بتطويرها أكثر.
يستخدم متصفح شركة ابل سفاري هذا المحرك في عمل Render للغة الترميز التشعبي HTML ، كذلك يستخدم في تقنية Adobe Air، واستخدم في جميع إصدارات جوجل كروم حتى الإصدارة 27، حيث حل بلينك محله ابتداءً من الإصدارة 28 على جميع المنصات باستثناء منصة آي أو إس.

## وصلات خارجية
- ويب كيت على موقع Open Hub (الإنجليزية)